# Kralj pije (Jordaens, Dunaj)
Kralj pije, tudi Praznik fižolovega kralja, je slika flamskega baročnega slikarja Jacoba Jordaensa iz okoli 1640/1645. 
Sliko hranijo v Umetnostnozgodovinskem muzeju na Dunaju in prikazuje flamski ljudski običaj na dan Svetih treh kraljev: po stari nizozemski tradiciji so ta dan za mizo postregli veliko pito, v kateri je bil nekje skrit en sam fižol. Tisti, ki je fižol našel v svoji rezini pite, je bil razglašen za fižolovega kralja. Fižol je simboliziral vodilno zvezdo, ki je vodila kralje v Betlehem, da bi se poklonili novorojenemu Jezusu in tudi videz samega Jezusa. Po pravilih praznika si je Fižolov kralj sam izbral 'kraljico' in imenoval 'kabinet': svetovalca, blagajnika, komornika, glasbenika, kuharja in norca. Udeleženci praznika so se morali v vsem podrediti kraljevemu paru in jih celo posnemati, in ko je Fižolov kralj na ustnice dvignil še en kozarec vina, so morali zavpiti »Kralj pije!« v refrenu. Latinski napis (iz nemščine: »Nihče ni tako nor kot pijanec«) daje živahnemu vrvežu moralizatorski podton. 
Jordaens pri upodobitvi vrhunca bakanalij uspe prenesti vzdušje nekontroliranih čustev in veselja, tako da vsakemu liku da izrazite geste in poteze obraza. V njegovi interpretaciji vsakdanji prizor dobi resnično monumentalen značaj in ga lahko beremo kot potrditev življenja. Dinamična kompozicija, pretiran obseg oblik, topla zlato-rjava barva in širok slikarski slog odlikujejo Jordaensa kot sledilca Rubensa in enega vodilnih mojstrov flamskega baroka.